# Kilkee
Kilkee (iriska: Cill Chaoi) är en ort i republiken Irland.   Den ligger i grevskapet An Clár och provinsen Munster, i den västra delen av landet, 240 km väster om huvudstaden Dublin. Kilkee ligger 12 meter över havet och antalet invånare är 1 024.
Terrängen runt Kilkee är platt. Havet är nära Kilkee åt nordväst.  Närmaste större samhälle är Kilrush, 11,7 km öster om Kilkee. Trakten runt Kilkee består i huvudsak av gräsmarker.